# ال‌وی‌ام‌اچ
ال و ام هاش (به فرانسوی: LVMH، نام رسمی Moët Hennessy • Louis Vuitton S.A.‎) شرکت کالای لوکس فرانسوی است، که دفتر مرکزی آن در شهر پاریس مستقر است.
این شرکت در سال ۱۹۸۷ پس از ادغام خانه مد لویی ویتون، با شرکت موئت هنسی، تشکیل شد. موئت هنسی نیز، در سال ۱۹۷۱ در پی ادغام شرکت تولیدکننده شامپاین، موئت اند شاندون با شرکت تولید کنیاک، هنسی تشکیل شده بود.
ال و ام هاش در حدود ۶۰ شرکت تابعه را در کنترل دارد، که هر یک از این شرکت‌ها، مالک چندین برند معتبر است و اغلب آنها، به صورت مستقل اداره می‌شوند.
شرکت کریستین دیور اس.آ. با در اختیار داشتن ۴۲ درصد از سهام ال و ام هاش، مالک بالاترین میزان سهام، در این شرکت است. برنار آرنو، با دارا بودن اکثریت سهام شرکت دیور، به عنوان رئیس هیئت مدیره هر دو شرکت فعالیت می‌نماید. وی همچنین مدیرعامل شرکت ال و ام هاش نیز هست.